# Слободян Михайло Петрович

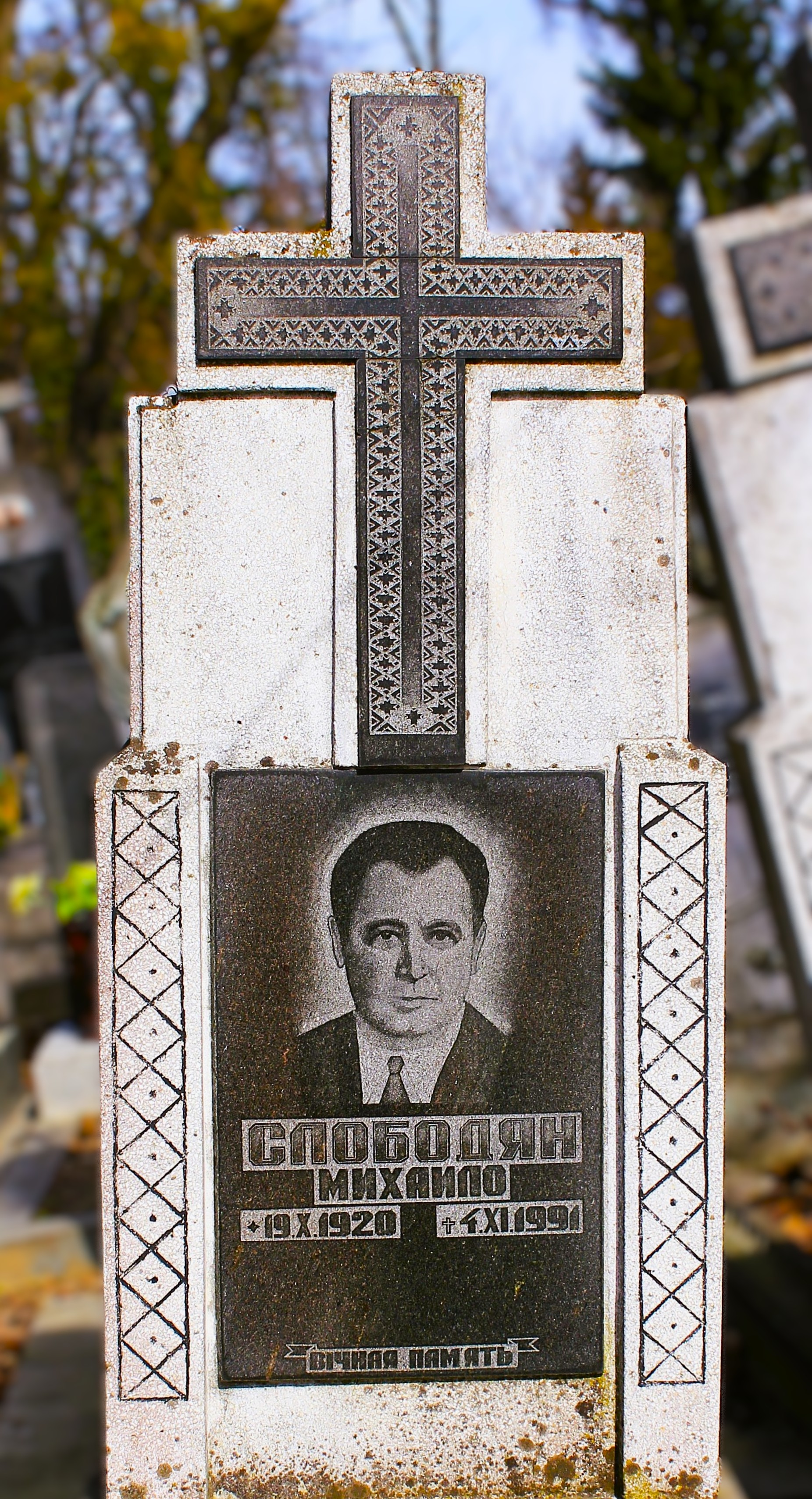
Нагробок на могилі Михайла Слободяна.

Миха́йло Петр́ович Слободя́н (19 жовтня 1920, с. Шепарівці, Коломийського повіту — 4 листопада 1991, Львів) — український вчений, біолог, ботанік, бріолог, дендролог, кандидат біологічних наук, член Українського ботанічного товариства і Міжнародної асоціації бріологів . Зазнав утисків у часи переслідування української інтелігенції тоталітарним режимом СРСР.
На його честь радянським геоботаніком Володимиром Хржановським була названа одна з варіацій шипшини — Rosa litvinovii var. Slobodjanii (Chrshan.).
Збори зразків вченого нині зберігаються у фондах бріологічного розділу Державного природознавчого музею НАН України.

## Біографія
Народився в селянській родині на Коломийщині, тодішній території Польщі. Навчався в початковій двокласній школі, далі в 1931—1937 роках — в україномовній Коломийській чоловічій гімназії. У 1937—1939 роках здобув гуманітарно-класичну ліцейську освіту. Після приєднання регіону до УРСР у вересні 1939 року, направлений відділом народної освіти при Тимчасовому управлінні міста Коломиї викладати до школи села Острівець. Надалі навчався в Станиславівському вчительському інституті, після якого з вересня 1940 року працював учителем школи села Балинці. Після захоплення регіону німцями Слободян припинив викладання, а 1942 року вступив на лісовий
відділ Львівської політехніки (нім. Staatliche Forstliche Fachkurse). Після повернення радянських військ з вересня 1944 року продовжив навчатися на лісовому факультеті Львівського політехнічного інституту, який закінчив у лютому 1947 року. У 1947—1950 роках навчався в аспірантурі з біології при Львівському державному університеті. 1950 року захистив кандидатську дисертацію.
Похований на 13 полі Янівського цвинтаря.

## Науковий внесок
Михайло Слободян описав нові для бріофлори Степового Криму види мохоподібних, зокрема Palamocladium euchlóron, Pleurozium schréberi, Cephaloziella grimsulána та ін.
Він уперше використав біоморфологічну класифікацію мохоподібних за будовою дернинки.
У рамках досліджень мохів Карпат виявив локалітет Sarothamnus scoparius в Українських Карпатах та мертвопокривний ценоз (Carpinetum nudum) поблизу с. Ясенова Горішнього у басейні р. Черемош.